# Indisk näshornsfågel
För fågelarten Anthracoceros coronatus, se rajanäshornsfågel.
Indisk näshornsfågel (Ocyceros birostris) är en asiatisk fågel i familjen näshornsfåglar. Den förekommer som namnet avslöjar huvudsakligen i Indien. Beståndet anses vara livskraftigt.

## Utseende

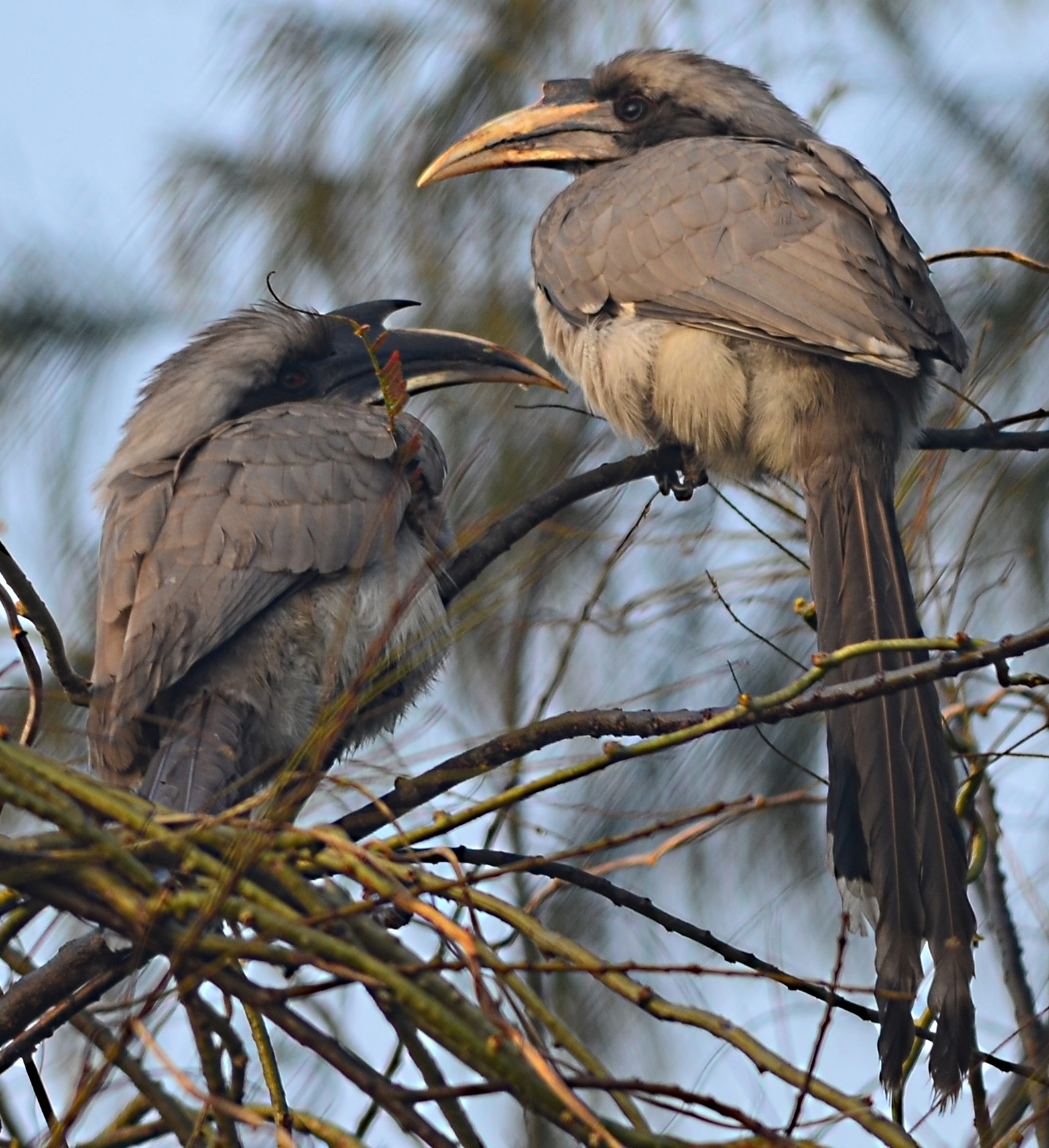

Indisk näshornsfågel är en liten (50 cm) silvergrå och vit näshornsfågel med lång och avsmalnad stjärt med mörk och ljus spets. Den har en tydlig svart kask och ordentligt med svart även vid näbbroten. Ovansidan är ljusare brungrå än på ghatsnäshornsfågeln, med förlängda centrala stjärtfjädrar och mörkt subterminalt band. Vidare har den vit vingbakkant. Honan liknar hanen men har mindre näbb och kask.

## Läte
Indisk näshornsfågel är en ljudlig fågel, med märkligt ljusa och grymtande "ka ka ka keee".

## Utbredning och systematik
Fågeln förekommer i nordöstra Pakistan, Indien och nordvästra Bangladesh. Den behandlas som monotypisk, det vill säga att den inte delas in i några underarter.

## Levnadssätt
Indisk näshornsfågel ses i öppen skog, parker och trädgårdar där den ofta ses i svepande flykt mellan träden eller sittande exponerat på en kal gren. Födan består av frukt, men också stora insekter, ödlor och gnagare som den fångar på marken. Fågeln häckar i ett trädhål där hanen som många andra näshornsfåglar murar in den ruvande honan med lera.

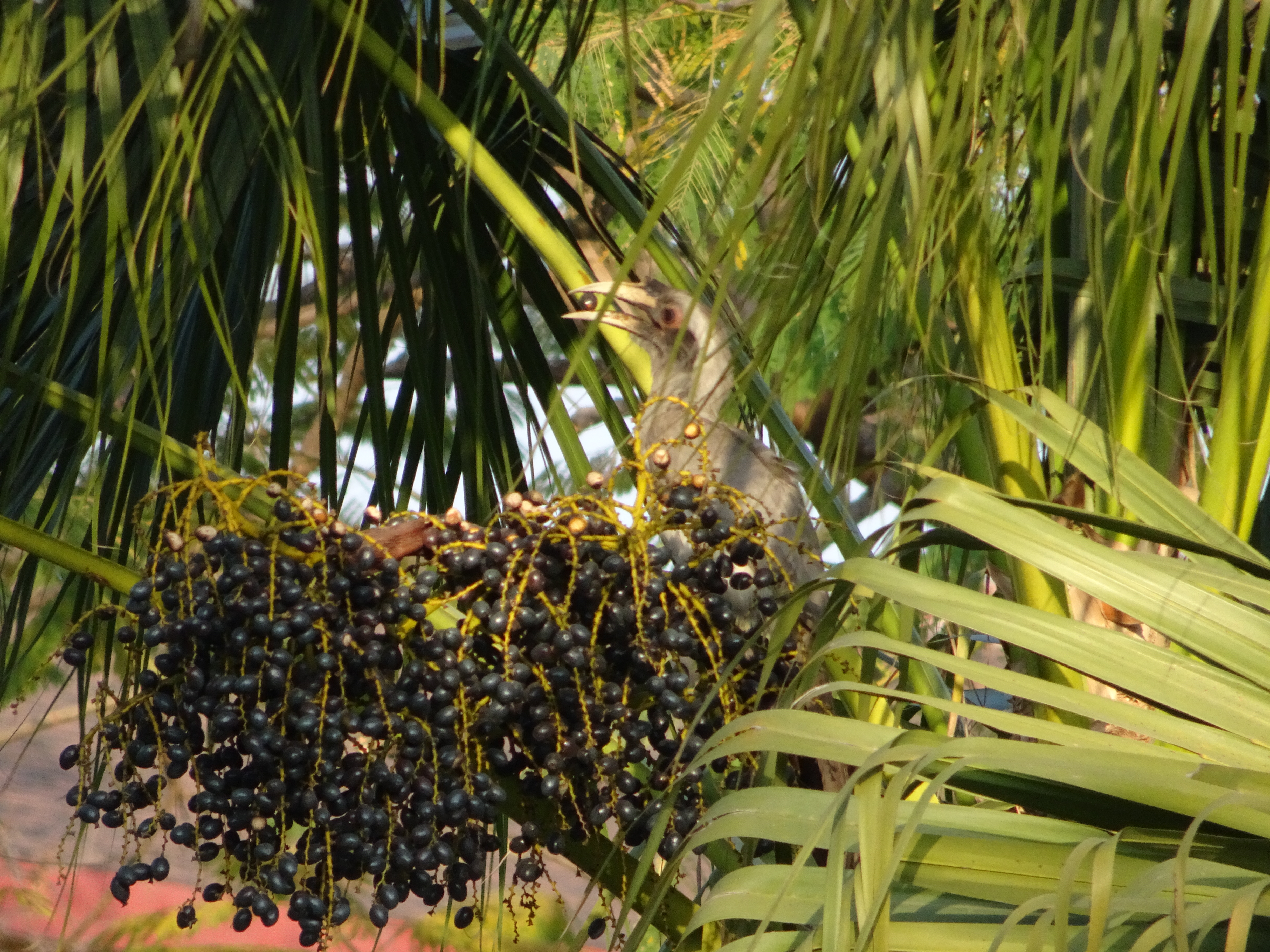
Hona som äter palmfrukter.

## Status och hot
Arten har ett stort utbredningsområde och det finns inga tecken på vare sig några substantiella hot eller att populationen minskar. Utifrån dessa kriterier kategoriserar IUCN arten som livskraftig (LC).

## Namn
Indiska näshornsfågelns vetenskapliga artnamn birostris betyder "tvånäbbad". På svenska har den även kallats ceylontoko men blev tilldelad nytt namn av BirdLife Sverige för att skilja den från de ej besläktade afrikanska tokorna i släktena Lophoceros och Tockus